# Méditerranée (département)
Pour les articles homonymes, voir Méditerranée (homonymie).
1808–1814
Entités précédentes :
- Royaume d'Étrurie
- Île d'Elbe (royaume de Naples)

Entités suivantes :
- Grand-duché de Toscane
- Principauté de l'île d'Elbe

La Méditerranée est un ancien département français, créé le 24 mai 1808 (à la suite de l'annexion du royaume d'Étrurie à l'Empire français) avec Livourne pour chef-lieu, Volterra et Pise pour sous-préfectures. Il lui a été attribué le numéro 113 dans la liste des 130 départements français de 1811
L'île d'Elbe lui fut adjointe en 1811, constituant l'arrondissement de Portoferraio. La partie continentale revint à la Toscane en 1814, cependant que Napoléon Ier devenait pour quelques mois Empereur de l'Île d'Elbe, selon les termes du traité de Fontainebleau.

## Organisation du département
En 1813, le département est composé de quatre arrondissements :
- Arrondissement de Livourne
  - Cantons de : Fauglia, Lari, Livourne (quatre cantons), Samminiato, Peccioli, Pontedera, Rosignano.
- Arrondissement de l'Isle d'Elbe
  - Cantons de : Porto-Longone, Porto-Ferrajo.
- Arrondissement de Pise
  - Cantons de : Bains-Saint-Julien, Barga, Bientina, Borgo-a-Buggiano, Cascina, Castel Franco di Sotto, Ceretto, Fucecchie, Montecarlo, Montecatini, Pescia, Pietra-Santa, Pise (trois cantons), Seravezza, Vicopisano.
- Arrondissement de Volterra
  - Cantons de : Campiglia, Castel-Fiorentino, Saint-Gemignano, Guardistallo, Montajone, Palaja, Pomarance, Volterra.

Le département est représenté par trois députés au Corps législatif.

## Liste des préfets

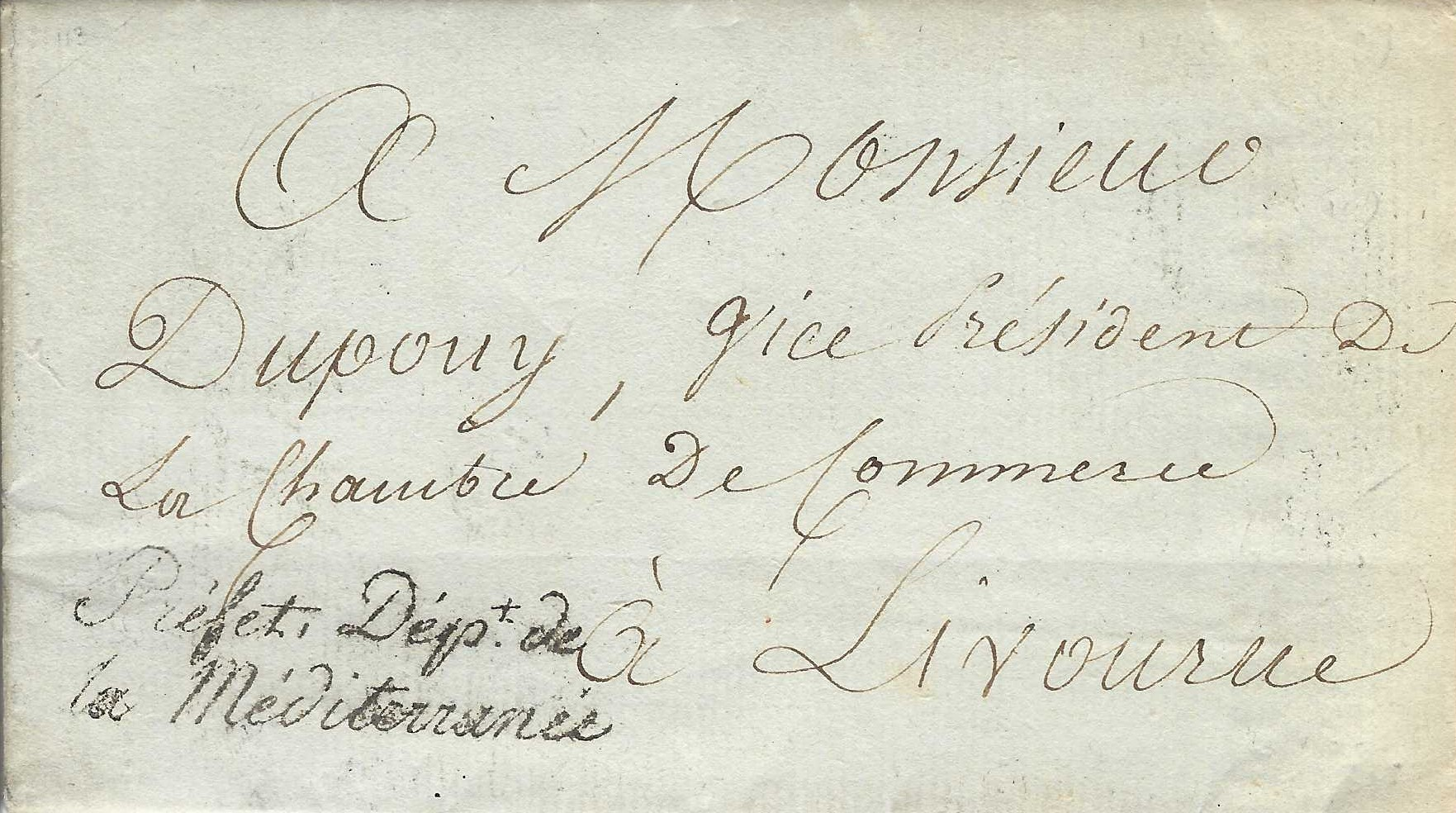
Lettre du 21 01 1809 portant le cachet de franchise du préfet de La Mediterranée

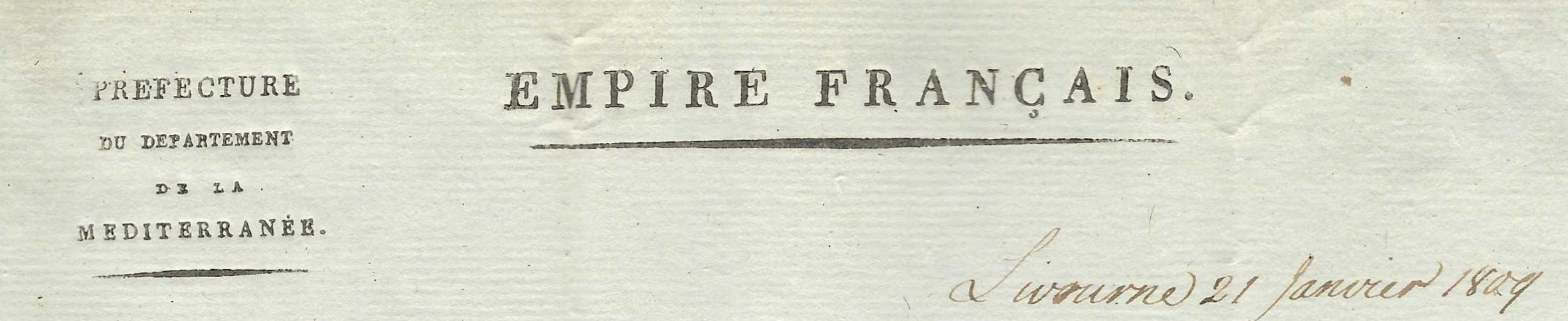
En-tête de lettre du 21 01 1809 du préfet de La Mediterranée

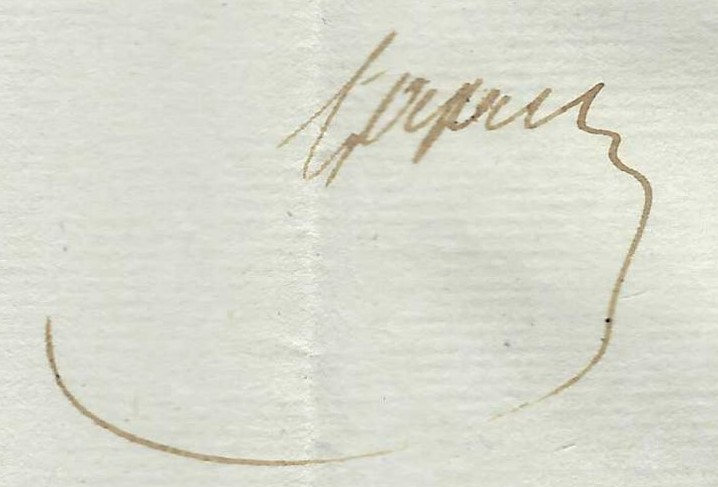
signature Capelle

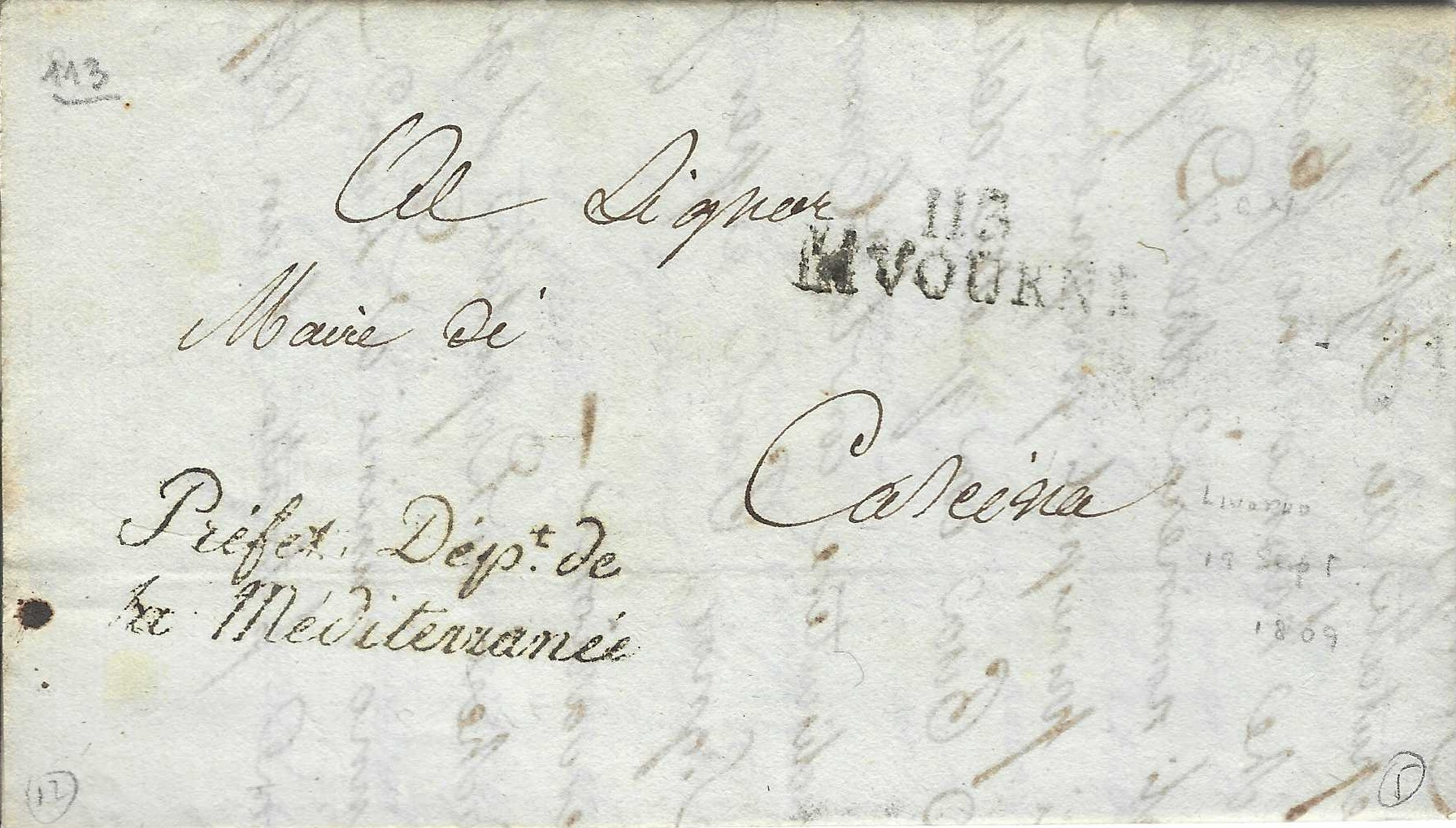
lettre du préfet Capelle avec son cachet de franchise du 19 septembre 1809

| Période          | Période | Identité                 | Fonction précédente                         | Observation |
| ---------------- | ------- | ------------------------ | ------------------------------------------- | --- |
| 25 février 1808  | 1810    | Guillaume Capelle        | Secrétaire général de la Stura              | Passe à la préfecture du Léman (1810) Préfet de l'Ain (première Restauration)                                                                     |
| 30 novembre 1810 | 1814    | Michel-Augustin de Goyon | Sous-préfet de Montaigu Préfet de l'Aveyron | Préfet des Côtes-du-Nord (première Restauration) Préfet de l'Eure (1817) Préfet de l'Yonne (seconde Restauration) Préfet de Seine-et-Marne (1820) |